# 城井文
城井 文（しろい あや、1968年 - ）は、日本のイラストレーター、アニメーション作家。東京都生まれ。東京芸術大学出身。
2016年より「しろいあや」表記。

## 人物
東京芸術大学・大学院を修了した後、テレビ番組やCM、ミュージック・ビデオの制作を始める。
アニメーション制作、イラストレーター制作の他、東京芸術大学デザイン科、東京工芸大学アニメーション学科、アミューズメントメディア総合学院キャラクターデザイン学科の講師を務める。

## 入選・受賞
- CINANIMA入選（国際アニメーションフェステバル、1995年）[1][2]
- BACA-JA 最優秀賞受賞（1996年）[1][2]
- カタロニア・アニメーション国際映画祭・Animac（2016）「僕らの手には何もないけど、」正式出品上映
- ニューポートビーチ国際映画祭・The New POrt Beach film Festival（2016）「We hold nothing in our hands」正式出品上映
- ショートショート フィルムフェスティバル & アジア・ミュージックビデオ部門　（2016）「僕らの手には何もないけど、」選出
- ダラス・アジアン映画祭（2016年選出）
- アジアンアメリカン映画祭［ニューヨーク］（2016年選出）
- 絵本「くものうえのハリー」が台湾の大手書店、金石堂の2017年10大影響力のある本に選ばれる

## 作品
テレビ番組
- NHK「みんなの手話」オープニング
- テレ東 「ふるさと再生 日本の昔ばなし」

ミュージック・ビデオ
- PUFFY「紅茶のうた」
- Hands Two Hands「花火」
- RAMWIRE「僕らの手には何もないけど、[3]」ソニーミュージック（2015年5月）https://www.youtube.com/watch?v=TXpGWhdwXuo

アニメーション（DVD）
- 「象の背中 ―旅立つ日―」（DVD、2007年10月26日発売）https://www.youtube.com/watch?v=vQYQAdL6H4Y
- 「続・象の背中 ―バトンタッチ―」（DVD、2009年2月27日発売）

絵本
- 『象の背中 ―旅立つ日―』 ISBN 978-4-334-90147-9（原作：秋元康、2007年12月6日発売）
- 『続・象の背中 ―バトンタッチ―』ISBN 978-4-334-90157-8（作：秋元康、2008年12月4日発売）
- 『6さいのおよめさん』ISBN 978-4861137723（文・鈴木中人 2014年7月27日発売）
- 『くものうえのハリー』ISBN 978-4756247506（さく・え 2015年12月8日発売）
- 『絵本 あなのあいたおけ』ISBN 978-4861137785（著：プレム・ラワット 編集：発行:文屋, イラスト)：しろいあや（城井 文 ）, 翻訳：マックス・ウィトル

CM
- アステラス製薬「僕は、アステラスのくすり」シリーズ（2011年-2013年）
- アステラス製薬「僕は、アステラスのくすり」（パパさんのプロポーズ篇）2016年

本の表紙・イラスト
- 「そういえば、いつも目の前のことだけやってきた」著 平田静子 ISBN 978-4-8387-2757-5 出版社：マガジンハウス (2015/7/23)
- 「Pot with the Hole」文屋・サンクチュアリ出版 ISBN 978-4-86113-775-4 (2015/9/16)
- 今日から使える読み聞かせテクニック【CD付き】 単行本 ヤマハミュージックメディア ISBN 978-4-636-93072-6 (2016/10/22)

### みんなのうた
- ◆は、5分間1曲枠の楽曲（ロングのうた）。
- 1.ポッケ / DANCE EARTH PARTY feat. Happiness（2015年10月・11月放送）
- 2.あるいテコテコ / GReeeeN（2016年10月・11月放送）
- 3.大好きって意味だよ / キョエ（2019年4月・5月放送）
- 4.自分が思っていたよりも / ケツメイシ（2022年12月・2023年1月放送）

### 美術館のアニメーション
山梨県立美術館40周年記念　「ドービニー展」　損保ジャパン日本興亜美術館ほか
https://www.youtube.com/watch?v=396WKTCXqPQ&t=182s
- しろいあや（城井文）ホームページ